# Nackenheim
Nackenheim è un comune di 5.328 abitanti della Renania-Palatinato, in Germania.
Appartiene al circondario (Landkreis) di Magonza-Bingen (targa MZ) ed è parte della comunità amministrativa (Verbandsgemeinde) di Bodenheim.
Qua nacque il drammaturgo e scrittore Carl Zuckmayer.